# ボーイング・イエローストーン・プロジェクト

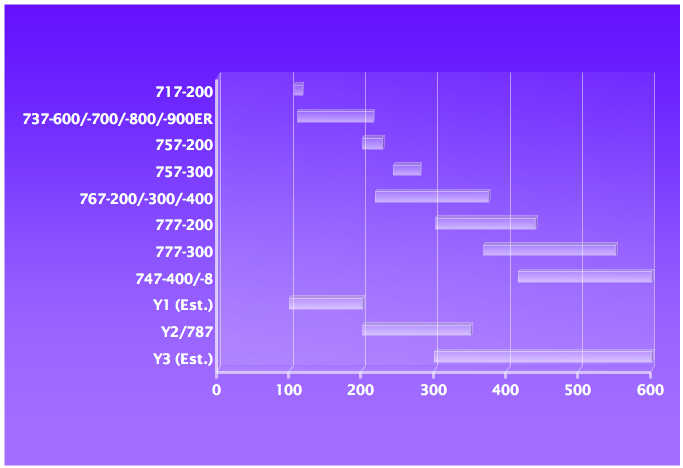
ボーイング社の既存及び将来の飛行機の旅客容量

ボーイング・イエローストーン・プロジェクト（Boeing Yellowstone Project）とは、アメリカの航空機製造メーカーボーイングが進めている、次世代旅客機の開発プロジェクトである。
現在、ボーイングY1・Y2・Y3と呼ばれる3機種を中心に開発しており、そのうちY2は787として実現している。

## 開発中の旅客機
- ボーイングY1
ボーイング717、737NGシリーズ（737-600/700/800/900）、757-200などの後継機となる次世代小型旅客機。100-200名程度を乗せる機体として開発中である。
ライバル会社のエアバスもまた、A320シリーズの後継機として同規模のエアバスNSRを開発中である。

- ボーイングY2
ボーイング757-300、767、777-200などの後継機となる次世代中/大型旅客機。200-300名程度を乗せる機体として開発され、ボーイング787として実現する。
エアバスではA350の開発で対抗する。

- ボーイングY3
ボーイング777-300、747の後継機となる次世代大型旅客機。300-600名以上を乗せる機体として開発中である。一部ではボーイング747-8（3クラスで450～500名程度）と重複するが、A380に匹敵する、より大型の機体（500～600名程度）を開発する可能性もある。